# Regles Ortogràfiques 1917
Les Regles Ortogràfiques de 1917 son una proposta de grafia per a la llengua catalana feta per l'Acadèmia de la Llengua Catalana.

## Introducció
El període històric comprès entre 1906 i 1923 suposa a Catalunya un període convuls des del punt de vista polític i intens des de la perspectiva del ressorgir cultural. En aquest període es produeix una crisi del sistema parlamentari de la Restauració que desencadena un agitat període de tensions socials. En aquests anys es produeix la institucionalització del catalanisme conservador amb la creació de la Mancomunitat de Catalunya. Des del punt de vista cultural hi ha una renaixença de la llengua catalana i una visió unitària i de dignificació que s'havia despertat amb els jocs florals durant finals del segle xix.
Fruit d'aquest interès s'havia creat el 1880 l'Acadèmia de la Llengua Catalana proposta per Francesc Pelagi Briz anys abans i posada en marxa per Àngel Guimerà al Congrés Catalanista de 1880. Aquesta institució roman en situació inactiva o latent fins a l'any 1915 com a reacció a la Proposta de Normes ortogràfiques de l'Institut d'Estudis Catalans elaborant una proposició de grafia anomenada "Regles ortogràfiques" que es va editar en 1916 i es va publicar una segona edició el 1917 per l'editora Estampa de la Renaixença. Aquestes normes no van tenir acollida social però són una fita històrica en els intents de normalització gràfica del català.

## Les regles ortogràfiques
En la introducció d'aquesta proposta de normes gràfiques anomenada Regles Ortogràfiques, els promotors manifesten la seva intenció d'obtenir la uniformitat en l'escriptura del català per atendre la varietat de pronunciacions dels diversos territoris en què es parla la llengua. Es tracta d'evidenciar la intenció que els diversos dialectes del català puguin fer servir una mateixa ortografia i no es produeixi cap rebuig a cap varietat. Amb aquesta primera declaració d'intencions es persegueixen dues coses, d'una banda aplicar ja a principis del segle XX el concepte de grafia suport i d'altra banda evitar el rebuig del català escrit per qualsevol parlant de qualsevol dialecte. De fet al llarg de l'exposició de les grafies es fan al·lusions a València, Mallorca i altres territoris de parla catalana.
Així mateix la introducció expressa la seva intenció de plasmar una grafia que no ofereixi discrepància essencial amb la qual ha estat usada pels escriptors clàssics en català i la llengua de cancelleria. Però indiquen els promotors que sempre es fan les aportacions tenint en compte les diverses propostes ortogràfiques que en aquells anys s'estaven posant sobre la taula a debat. Amb aquesta manifestació la renascuda Acadèmia de la Llengua catalana pretén una continuïtat amb els autors clàssics sense renunciar a la innovació que els connecti amb l'actual realitat social.
Finalment propugnen la senzillesa en l'escriptura com a forma de facilitar l'aprenentatge i l'escriptura de la llengua: "no hem arribat a formular regles sobre certes nimietats de l'escriptura que poden fixar-se un altre dia tenint en compte l'ús més general", aconsellant que l'aplicació de regles ortogràfiques requereix de forma indispensable l'auxili d'un bon diccionari, que anomenen "vocabulari".
Aquesta introducció a les Regles Ortogràfiques de l'Acadèmia de la Llengua Catalana es basa en les actes de les reunions d'aquesta entitat entre els dies 4 i 24 de juny de 1916.
El document de les Regles Ortogràfiques s'estructura en una introducció amb la justificació de la proposta, una enumeració de les grafies que s'han d'usar amb exemples. Per la seva explicació no segueix un ordre alfabètic o un ordre de classificació filològic. Finalment acaba el llibret amb un llistat dels senyors acadèmics, entre els quals destaquen alguns escriptors com Narcís Oller i Àngel Guimerà. Tot i aquesta breu argumentació introductòria, al llarg de l'exposició de les grafies va donant arguments per a l'ús de les diferents formes gràfiques deixant veure una defensa constant del principi de justificació etimològica per a la representació gràfica. Així mateix, tot i que no nomena res en la introducció, també al llarg de la proposta apareixen consideracions diatòpiques de determinats dialectes com el valencià, la qual cosa ens porta a entendre la visió conjunta de la llengua i la seva idea de grafia suport.

## La proposta de grafia
La descripció de les propostes ortogràfiques que venen recollides en la publicació de les Regles Ortogràfiques publicades en 1917 és la següent per l'ordre que apareixen en el llibret editat i amb la terminologia i exemples usats en 1917 pels escriptors de la proposta:
- Diferenciació de A – E per a terminacions de plural: Per exemple: casa-cases, taula, taules. Els autors de les regles ortogràfiques proposen diferenciar els plurals de substantius i adjectius, així com les formes verbals en plurals mitjançant l'ús de la grafia /e/.
- Ús de C i Ç: Proposen fer servir ⟨c⟩ davant de ⟨a⟩, ⟨e⟩ o ⟨o⟩ per a representar el so /k/. El so de /SS/ es representa per ⟨c⟩ davant de ⟨e⟩, i s'usa la grafia ⟨ç⟩ davant de ⟨a⟩ o ⟨o⟩ en final de paraula. Per exemple braç, dolç. Deixa la grafia ⟨s⟩ per als noms presos de l'àrab com Safrà, sabata.
- Ús de G i J: S'escriu ⟨g⟩ davant de ⟨e⟩, ⟨i⟩, per exemple: ginebreda, marge, gendre,  i s'escriu ⟨j⟩ davant de ⟨a⟩, ⟨o⟩, ⟨u⟩. Amb excepció de noms que en llatí ja feien servir ⟨j⟩ com Jesús.
- Escriptura de l'H: Proposen seguir l'etimologia per exemple: hora, heretar, harmonia, ahir. També proposen fer-la servir al mig de la dicció com rememorativa d'una consonant desapareguda, com ara: rahó, vehí, trahir. També proposa usar-la a final de paraula si acaba en ⟨c⟩ i en els seus plurals com ara: amich-amichs, groch-grochs, arch-archs. També proposen fer-la servir per diferenciar cor i chor per derivar del llatí chorus.
- Diferenciació entre I i Y: La ⟨i⟩ àtona quan forma síl·laba amb una altra vocal s'escriu ⟨y⟩, per exemple: ayre, rei, noy, mayol. Però enmig de síl·laba entre una consonant anterior i una vocal posterior, s'escriu ⟨i⟩ com ara: rabia, gloria, ambient. La conjunció copulativa derivada del llatí et, proposen escriure-la amb ⟨y⟩.
- Escriptura de L i LL: Proposen separar les consonants geminades mitjançant un guionet entre les dues eles.
- Escriptura de M, N, MP: Davant de ⟨b⟩, ⟨m⟩ i ⟨p⟩, a l'interior de paraula s'escriu ⟨m⟩: cambi, ampla, immortal. Davant de ⟨f⟩ i ⟨v⟩, s'escriu ⟨n⟩: enveja, conversa, inflar, infinit. Però també planteja excepcions com amfibi, amfiteatre, àmfora, limfa, tramvia, simfonía, triomf, nimfa. També proposen mantenir el grup cult llatí MPT com ara: exempció, peremptori, compte, o prompte.
- Grafies Q i C: S'escriu ⟨q⟩ o ⟨c⟩ seguint l'etimologia de les paraules, per exemple: cua, evacuar, obliquo, quatre, qual, equador.
- Ùs de les grafies S, SS, Z: S'escriu ⟨s⟩ o ⟨ss⟩ o ⟨z⟩ seguint l'etimologia llatina o grega de les paraules, com per exemple: asil, nasal, museu, colossal, pressió. A més es fa servir ⟨ss⟩ per al so fort entre vocals, és a dir, el so de la /s/ sorda [s], com ara: bassa, messa, missa, russa.
- Representació del so X: La ⟨x⟩ representa segons els autors de la proposta el so de la ⟨ch⟩ francesa, és a dir la prepalatal fricativa sorda [ç], però a més el so de la ⟨x⟩ castellana, [ks]. Proposen escriure ⟨x⟩ al principi o meitat de paraula i escriure ⟨ix⟩ al final de paraula, per exemple: greix, calaix, guixa, moxó, caxa. També proposen fer-la servir en els grups consonàntics TX, RX, NX, per representar el so de la consonant africada postalveolar sorda [ʧ], que en castellà es representa com ⟨ch⟩.
- Escriptura de CH, T, P finals: Les plosives finals són representades per ⟨ch⟩, ⟨t⟩, ⟨p⟩ encara que desapareix la ⟨h⟩ en el femení y les derivades, per exemple: sech-seca, sòch-soca, rich-rica.
- Grup IG al final de mot: S'escriu segons les regles, ⟨ig⟩ darrere de ⟨a⟩, ⟨e⟩, ⟨o⟩ o ⟨i⟩. Per exemple: goig, lleig, mig.
- Lletres B, C, G, L dobles: Les regles expliquen que hi ha comarques que doblen aquestes consonants i altres que no ho fan, per això, planteja de nou la grafia suport, no duplicar les lletres en l'escriptura i d'aquesta manera cada comarca pot pronunciar segons sigui la seva parla dialectal.
- Accents: Planteja una accentuació greu per indicar el so obert de les vocals o el so tancat, utilitzant l'accent agut. S'accentuen les paraules agudes acabades en vocal tònica sola o seguida de ⟨s⟩, ⟨em⟩, ⟨a⟩ i ⟨ens⟩. S'accentuen també totes les paraules esdrúixoles. Fins i tot s'accentuaven les paraules que amb la mateixa forma tenien únicament diferència en la pronunciació oberta o tancada de la vocal canviant el seu significat, excepte si eren monosíl·labes que s'accentuava només la tònica.
- Contraccions al, del, pel: La norma proposa no usar-hi cap tipus d'apostrofació.
- Ab: De la preposició llatina apud, es forma únicament la catalana ab.
- Hi, ho: S'escriu amb /h/ i son invariables.
- Apóstrof: Les regles proposen l'ús de l'apóstrof aplicat a l'article masculí i femení, als pronoms, a la preposició de i a la conjunció que.